# Record of Lodoss War: Spirit of Flame
Record of Lodoss War: Spirit of Flame ist eine 2-teilige japanischer Mangareihe, die zur von Ryō Mizuno erdachten Fantasy-Saga Record of Lodoss War gehört und auf Mizunos zweitem Roman „The Demon God of Fire“ basiert.
Bisher ist Spirit of Flame nur in Japan erschienen und wurde im April 1998 fertiggestellt. Zu diesen Manga bzw. zu dem Roman ist auch ein Radiohörspiel veröffentlicht worden.